# Visk község
Visk község (ukránul: Вишківська селищна громада, magyar átírásban: Viskivszka szeliscsna hromada) városi jellegű, helyi önkormányzattal rendelkező közigazgatási egység (városi község, hromada) Ukrajna Kárpátontúli területén, a Huszti járásban. A község székhelye Visk városi jellegű település, a községi önkormányzat elnöke Jaroszlav Ivanovics Hajovics.
Területe 179,9 km², lakossága 2021. első negyedévi adat szerint 16 109.
A 2020-as ukrajnai közigazgatási reform során, 2020. június 12-én hozták létre a Visk városi jellegű település és Veléte falu tanácsának összevonásával. Visk községet hat település – egy városi jellegű település és öt falu – alkotja.

## Települések

### Városi jellegű település
- Visk

### Falvak
- Mogyorós
- Rákos
- Saján
- Jablonovka
- Veléte